# Brachtia sulphurea
Brachtia sulphurea es un género de orquídeas epifitas originaria de Venezuela. 

## Características
Son orquídeas de tamaño pequeño que prefieren el clima fresco. Tienen hábitos de epífita con pseudobulbos ovoides  envueltos lateralmente por unas pocas dísticas vainas foliares con una sola hoja apical, oblongo- ligulada, obtuso atenuada, con carinado dorsal y basal. Florece en una inflorescencia racemosa, axilar, erecta a la horizontal, de 16 a 20 cm  de largo, con 2-3 flores, bien espaciadas, ajustadas, con brácteas florales agudas  tanto o más que las flores.

## Distribución
Se encuentra en el noroeste de Venezuela en elevaciones de 1500 a 2250 metros. 

## Taxonomía
Brachtia sulphurea fue descrita por Heinrich Gustav Reichenbach y publicado en Bonplandia (Corrientes) 2: 14. 1854.